# Superleggera

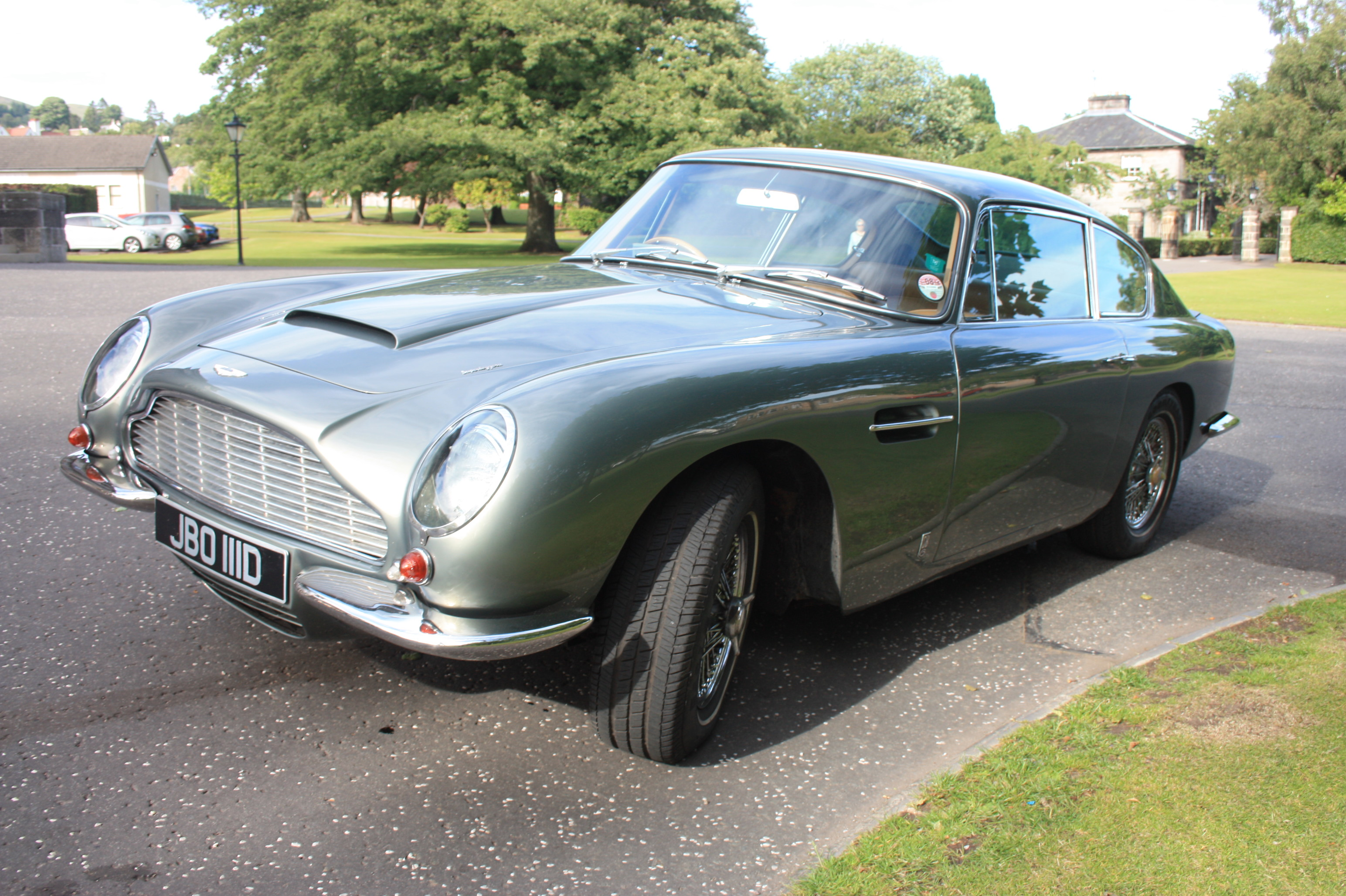
Aston Martin DB6 Superleggera

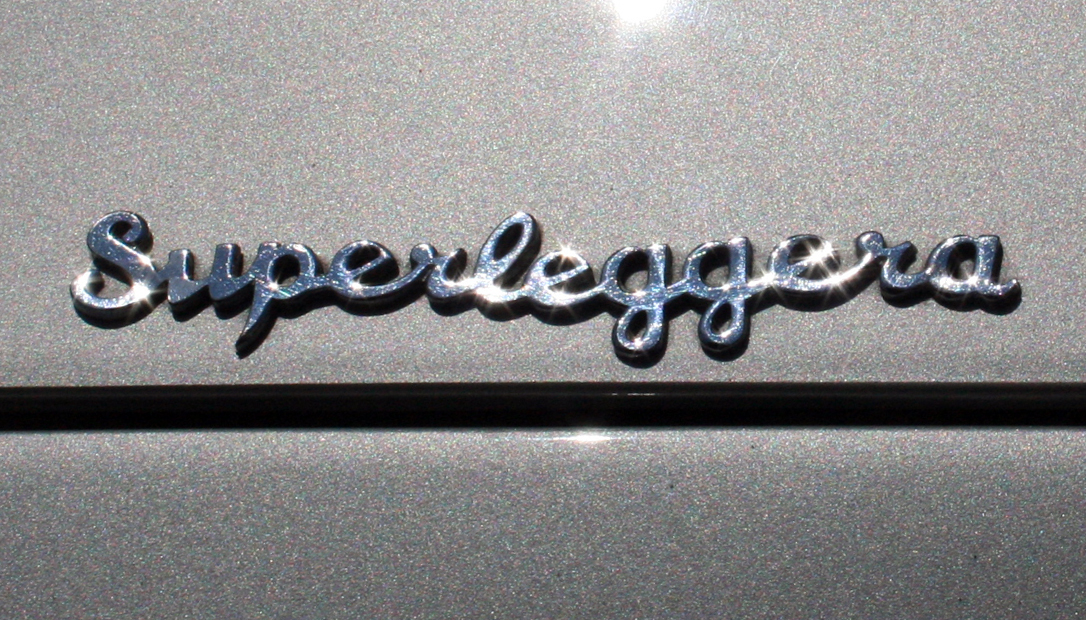
Emblema de Superleggera en un Aston Martin DB6, con carrocería fabricada por Touring, la firma que dio origen al sistema superleggera

Superleggera (palabra italiana que significa Superligera) es una tecnología de construcción de carrocerías de automóvil mediante tubos de acero y paneles de aleación,  desarrollada por Felice Bianchi Anderloni de la empresa italiana Touring en la década de 1930. A pesar de su novedosa estructura, utilizada en numerosos automóviles deportivos de los años 1960, la carrocería todavía estaba concebida para montarse sobre un chasis independiente.
Superleggera es una marca registrada propiedad de Carrozzeria Touring Superleggera s.r.l., compañía continuadora de la firma que patentó el sistema en 1936.

## Historia
Touring utilizó inicialmente el sistema de bastidores ligeros cubiertos de tela patentado por Charles Weymann, lo que llevó a la compañía al desarrollo de su propio método constructivo, que denominó Superleggera.
Patentado por Carrozzeria Touring en 1936, consiste en un armazón estructural de tubos de acero de pequeño diámetro que se ajustan a la forma de la carrocería de un automóvil, que quedan recubiertos por paneles delgados de aleación que refuerzan la estructura de tubos. Aparte del peso ligero, el sistema de construcción Superleggera permite adoptar con facilidad casi cualquier diseño, y proporciona una gran flexibilidad de fabricación. EStas características facilitan a los carroceros la tarea de construir rápidamente formas innovadoras. Los tubos se soldaban para darles su forma definitiva utilizando plantillas, y luego se colocaban los paneles sobre ellos. Los paneles solo se fijaban en sus bordes, principalmente mediante el estampado de los bordes de los paneles sobre las secciones en ángulo de la estructura de acero. La mayor parte de los paneles no tenía contacto rígido (metal con metal) con la estructura, y simplemente descansaban sobre esta última, con los tubos envueltos en arpillera o utilizando espaciadores de goma.
El sistema Superleggera se basó principalmente en el uso de 'duraluminio', [cita requerida] un material que se originó en la industria de los Zepelines antes de la Primera Guerra Mundial. La compañía estaba ubicada al norte de Milán, cerca de las factorías de Alfa Romeo, Citroën italiana y la antigua planta de Isotta Fraschini, realizándose las primeras carrocerías Superleggera para estas empresas. En Inglaterra, después de la Segunda Guerra Mundial, se utilizó la aleación denominada Birmabright, ya que era más rígida en láminas delgadas y estaba más disponible.

## Inconvenientes
Este tipo de carrocería ya no se utiliza en la producción de automóviles especiales por varias razones. Principalmente, una carrocería Superleggera no podría cumplir con los estándares modernos de resistencia al impacto, y el costo de fabricación y el fenómeno de la corrosión galvánica generada entre los paneles de la carrocería de aluminio y el marco tubular de acero también serían factores prohibitivos. Además, los tubos del marco utilizados para construir una carrocería Superleggera son demasiado pequeños y de material inadecuado para montar los componentes de la suspensión, por lo que se requiere un chasis independiente, una desventaja que no se encuentra en las carrocerías monocasco y en otros sistemas de chasis. Los fabricantes de automóviles como Bristol, que tenían experiencia en la industria aeronáutica, tuvieron más éxito en contrarrestar los efectos de la corrosión galvánica que otros fabricantes. Bristol introdujo la construcción Superleggera en el Bristol 401 de 1948.

## Automóviles notables
Carrozzeria Touring concedió la licencia del sistema de construcción Superleggera a Aston Martin, que diseñó y fabricó este tipo de carrocerías para sus modelos DB4 y DB5. Varios otros fabricantes crearon automóviles utilizando la tecnología de construcción Superleggera de Carrozzeria Touring. Entre los ejemplos notables figuran:
- Alfa Romeo 8C 2900 Mille Miglia
- Alfa Romeo 1900 Super Sprint
- Alfa Romeo 2600
- Aston Martin DB4, DB5 y Lagonda Rapide
- BMW 328 Touring Roadster
- Bristol Cars
- Ferrari modelos 166, 195, 212 y 340
- Lamborghini 350 GT
- Lancia Flaminia GT, GTL y Convertibile
- Maserati 3500 GT
- Pegaso Z-102